# Carrizal Bajo

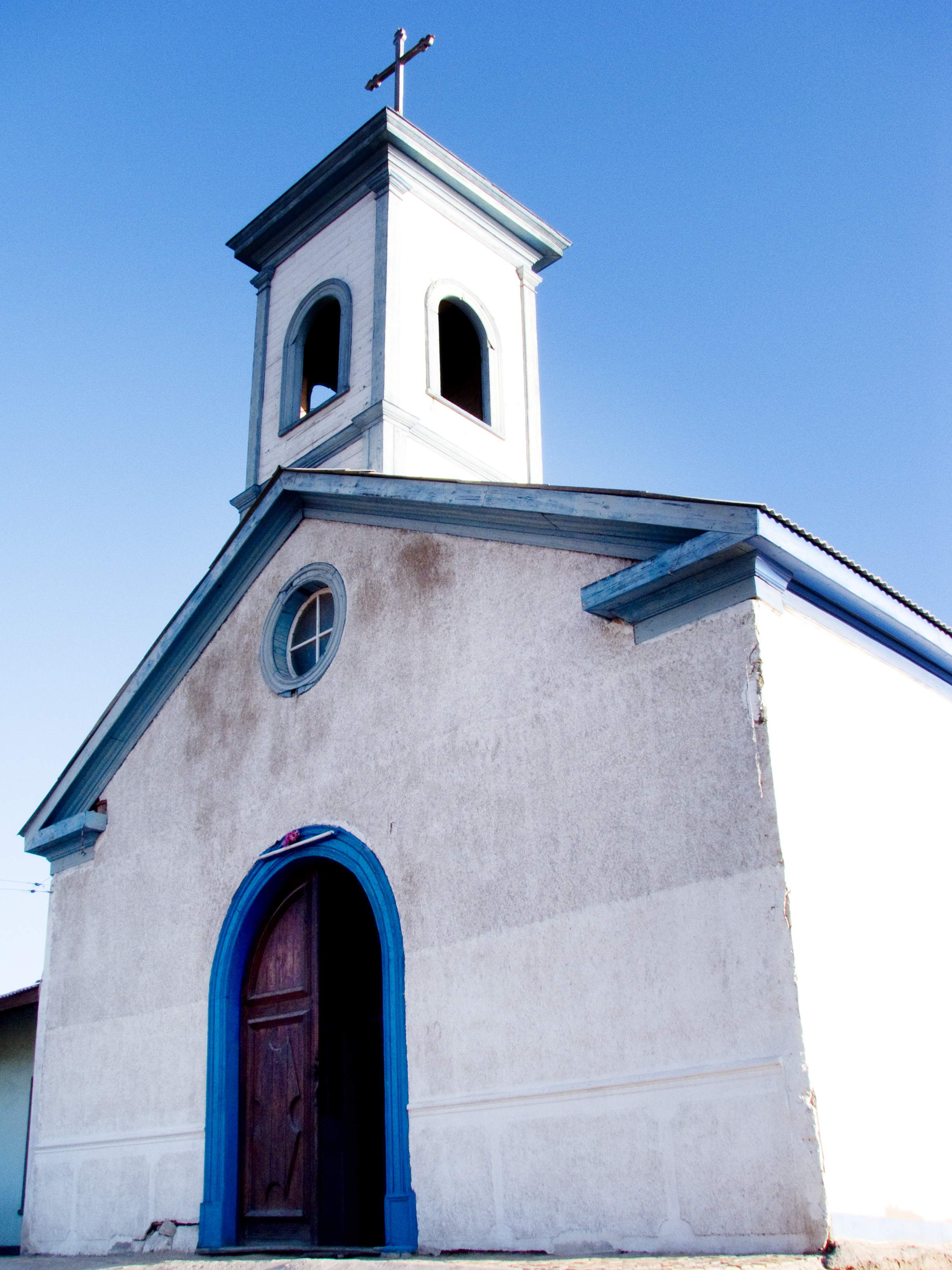
Frontis de la Iglesia de Carrizal Bajo.

Carrizal Bajo es una localidad al norte de Chile, perteneciente a la comuna de Huasco, Provincia de Huasco, Región de Atacama, Chile. Se ubica cerca del parque nacional Llanos de Challe y a 50 km al norte de Huasco, la localidad más cercana, No debe ser confundido con la bahía Carrizal, que esta 50 km al sur de Huasco.

## Historia
Durante los años 1850-1900, esta ciudad fue uno de los puertos más importantes de Chile, contaba con hospital, teatro e iglesia para una población de 8.000 habitantes hasta ese entonces. Fue habilitado como puerto menor el 1° de septiembre de 1858 y para el comercio mayor de exportación e importación el 5 de abro de 1850.
Aquí se instaló el segundo ferrocarril de Chile (después del de Caldera-Copiapó) en 1864 que la unía con poblados y sectores mineros cercanos, como Canto del Agua y Carrizal Alto, tratándose inicialmente de un sistema de maderocarril que cubría las 20 millas entre Carrizal Bajo y Canto de Agua y desde aquí, otras 3 millas hasta Carrizal Alto.
Hacia 1878, su producción de cobre era de 3.614.872 kg, una de las mejores producciones anuales. 
Carrizal Bajo llegó a tener en 1899 un total de 900 habitantes, una iglesia que aún se conserva, un edificio de aduanas, hospital, lazareto, oficina de correos, registro civil y telégrafo, escuelas gratuitas, establecimiento de fundición de minerales de cobre, estación y maestranza de ferrocarril y de 5 a 6 muelles de tráfico marítimo.
Después del año 1900 la minería declinó, Carrizal Alto desapareció y el ferrocarril fue cerrado en 1961.
La localidad fue gravemente afectada por el terremoto de Vallenar de 1922, ya que después del movimiento sísmico se produjo un tsunami que arrasó con parte del pueblo. Esto debido a que en dicha zona las olas alcanzaron entre 5 a 7 metros y con un avance cercano a 1 kilómetro tierra adentro.

### Internación de armas de Carrizal Bajo
De mayo a agosto de 1986, Carrizal Bajo fue el lugar por donde el Frente Patriótico Manuel Rodríguez llevó a cabo la internación de armas provenientes de Cuba, la URSS y Vietnam. En esta caleta chilena, se almacenaron armas por un costo de 30 millones de dólares y con un total de ochenta toneladas de material bélico, hasta la acción de las fuerzas de seguridad de la dictadura de Augusto Pinochet, que descubrieron el 90% de las armas desembarcadas. Lo que constituyó un duro golpe para los opositores a Pinochet, y un acierto de inteligencia para el régimen militar; que en ese entonces tenía un veto del senado estadounidense, que impedía la venta de armas al país por parte de Estados Unidos.

## Turismo
- Humedal costero Carrizal Bajo: Es un área costera detrás de la playa principal de la localidad. En él se pueden apreciar flamencos, cisnes de cuello negro, cisnes coscoroba, patos jergón grande, patos reales, taguas de frente roja, taguas, taguas chicas, pitotoys, garzas cuca, jotes de cabeza roja, yecos, rayadores, zarapitos, pilpilenes negros, gaviotas garuma, gaviotas de Franklin, playeros de Baird, playeros blancos y zorros chilla.[6]

- Desierto florido: Es un fenómeno que consiste en la aparición de una gran diversidad de flores entre los meses de septiembre y noviembre, en los años en que las precipitaciones están por sobre el rango normal para la región. Es apreciable en diferentes sectores de la comuna de Huasco. Cerca de Carrizal Bajo la especie endémica garra de león brota provocando gran interés turístico.

- Playa Carrizal Bajo: Es una pequeña playa en la herradura de Carrizal Bajo, de arena café y de escaso oleaje y viento. Muy apetecida por los turistas.

## Educación
Para su educación, la localidad cuenta con la Escuela Pablo Neruda (G-78), que es una escuela básica rural que funciona desde el año 1981, impartiendo enseñanza con cursos combinados de 1° a 6° año básico, con una matrícula promedio de 23 alumnos.